# Piotr Lubiński
Piotr Lubiński – polski astrofizyk, doktor habilitowany.

## Biografia
Ukończył studia wyższe z zakresu fizyki jądrowej na Uniwersytecie Warszawskim, na Wydziale Fizyki i Astronomii. W 1998 uzyskał stopień naukowy doktora fizyki, a w 2009 stopień doktora habilitowanego z astronomii. Pracował naukowo kolejno w: Środowiskowym Laboratorium Ciężkich Jonów Uniwersytetu Warszawskiego; Centrum Astronomicznym im. Mikołaja Kopernika Polskiej Akademii Nauk w Warszawie; jako przedstawiciel Polski w misji satelity INTEGRAL w INTEGRAL Science Data Centre w Genewie; w oddziale Centrum Astronomicznego im. Mikołaja Kopernika PAN w Toruniu, aktualnie w Instytucie Fizyki Uniwersytetu Zielonogórskiego.
Jego osiągnięcia naukowe związane są z:
- fizyką jądrową, tj. z takimi zagadnieniami jak np.: reakcje jądrowe wywoływane ciężkimi jonami i antyprotonami, produkcja izotopyów medycznych, radioaktywność w środowisku i pomiary aktywności o niskim natężeniu,
- oraz astrofizyką, tj. z takimi zagadnieniami jak np.: fizyka galaktyk aktywnych oraz galaktycznych układów podwójnych z czarną dziurą i gwiazdą neutronową, emisja rentgenowska i gamma (oraz jej pomiar) tła nieba, kwazarów, magnetarów i gromad galaktyk, analiza danych, techniki bayesowskie.

## Stanowiska
- 2016–2017 – członek Komitetu Europejskiej Agencji Kosmicznej zajmującej się przydziałem czasu obserwacyjnego satelity INTEGRAL

## Nagrody, wyróżnienia, odznaczenia
- 2019 – Nagroda Naukowa – Medal im. Prof. Kazimierza Bartla „za osiągnięcia naukowe w badaniach promieniowania gamma ze źródeł kosmicznych, za nowatorskie koncepcje kształcenia międzyuczelnianego oraz za wybitne reprezentowanie Polski w międzynarodowych aktywnościach nauk kosmicznych”[1]